# Marie-Thérèse de Wurtemberg
Titre
Épouse du prétendant orléaniste
 au trône de France
(en droit canon)
19 juin 1999 – 13 novembre 2008
(9 ans, 4 mois et 25 jours)
Marie-Thérèse de Wurtemberg, née Marie Therese Herzogin von Württemberg le 12 novembre 1934 à Altshausen (Allemagne), qui porte le titre de courtoisie de duchesse de Montpensier, est la première épouse d'Henri d’Orléans, et mère de Jean d'Orléans, actuel prétendant orléaniste au trône de France.

## Biographie

### Famille
Marie-Thérèse Nadejda Albertine Rose Philippine Marguerite Christine Hélène Martine Léopoldine de Wurtemberg (en allemand : Marie Therese Nadejda Albertine Rosa Philippine Margarethe Christine Helene Josepha Martina Leopoldine Herzogin von Württemberg), née au château d'Altshausen, le 12 novembre 1934, est la troisième fille et la quatrième des six enfants de Philippe Albert (1893-1975), duc de Wurtemberg, et de sa seconde épouse l'archiduchesse Rose-Marie de Habsbourg-Toscane (1906-1983).
Le 15 novembre 1934, elle est baptisée et reçoit comme parrain son oncle paternel le duc Albrecht Eugen de Wurtemberg (1895-1954) et comme marraine la princesse Nadejda de Bulgarie (1899-1958), épouse de ce dernier.
Parmi ses ancêtres figurent : 
- Charles Quint roi d'Espagne et empereur du Saint Empire de 1516 à 1558.
- Louis XIV (1638-1715), roi de France de 1643 à 1715.
- Marie-Thérèse d'Autriche, Impératrice, reine de Bohême et de Hongrie (1717-1780),
- Charles X, roi de France de 1824 à 1830.
- Louis-Philippe Ier (1773-1850), roi des Français de 1830 à 1848.

Elle est la sœur de Charles de Wurtemberg, prétendant (de 1975 à 2022) au trône de Wurtemberg, qui a épousé Diane d'Orléans, sœur du « comte de Paris ».

### Mariage et descendance
Le 5 juillet 1957, à 22 ans, Marie-Thérèse de Wurtemberg épouse civilement à Dreux, puis religieusement à la chapelle royale de Dreux, le prince Henri d'Orléans, comte de Clermont, et devient dès lors comtesse de Clermont. De cette union sont issus, :
- Marie d'Orléans (née en 1959), épouse en 1989 le prince Gundakar de Liechtenstein (dont cinq enfants) ;
- François d'Orléans (1961-2017), dauphin de France et comte de Clermont (sans alliance) ;
- Blanche d’Orléans (née à Ravensbourg le 10 septembre 1962), titrée par son père Mademoiselle de Valois le 17 juin 2000[5], sans alliance ;
- Jean d'Orléans, duc de Vendôme puis comte de Paris (né en 1965). Chef dynastique de la maison d'Orléans, il épouse en 2009 Philomena de Tornos y Steinhart (dont six enfants) ;
- Eudes d'Orléans, duc d'Angoulême (né en 1968), épouse, en 1999, Marie-Liesse de Rohan-Chabot (dont deux enfants).

Légalement séparé depuis le 23 février 1977, le couple divorce le 3 février 1984 et son ex-beau-père (du point de vue civil), Henri d'Orléans, comte de Paris, lui octroie le titre de courtoisie de duchesse de Montpensier,. Le mariage religieux est déclaré canoniquement nul le 13 novembre 2008.

### Résidence
Marie-Thérèse de Wurtemberg habite à Dreux dans la maison dite « Danican Philidor », près de la Chapelle royale.
La maison « Danican Philidor » est la maison natale de François-André Danican Philidor, compositeur et joueur d'échecs français. Elle est restaurée en 1978 pour permettre à la duchesse de Montpensier et ses cinq enfants d'y passer à l'époque les week-ends et les vacances.

## Titulature et décorations

### Titulature
Les titres portés actuellement par les membres de la maison d'Orléans n'ont pas d'existence juridique en France et sont considérés comme des titres de courtoisie.
- 12 novembre 1934 - 5 juillet 1957 : Son Altesse Royale la duchesse Marie-Thérèse de Wurtemberg (naissance) ;
- 5 juillet 1957 - 22 février 1984 : Son Altesse Royale la comtesse de Clermont, dauphine de France (par mariage avec le prince Henri d'Orléans, comte de Clermont et dauphin de France pour les orléanistes) ;
- Depuis le 22 février 1984 : Son Altesse Royale la duchesse de Montpensier (à la suite de son divorce et afin de confirmer son appartenance à la maison de France, son ex-beau-père, le comte de Paris lui donne ce titre comme mère des « enfants de France » pour les orléanistes[10]).

### Décorations dynastiques étrangères
- Dame grand-croix de justice de l’ordre sacré et militaire constantinien de Saint-Georges (maison de Bourbon-Siciles, 25 octobre 1961)[11].